# جيف ميتشيل (لاعب هوكي الجليد)
جيف ميتشيل (بالإنجليزية: Jeff Mitchell)‏ هو لاعب هوكي الجليد أمريكي، ولد في 16 مايو 1975 في واين في الولايات المتحدة.

## وصلات خارجية
- جيف ميتشيل على موقع دوري الهوكي الوطني (الإنجليزية)
- جيف ميتشيل على موقع قاعة مشاهير الهوكي (لاعب أن.إتش.أل) (الإنجليزية)
- جيف ميتشيل على موقع EliteProspects.com (الإنجليزية)
- جيف ميتشيل على موقع HockeyDB.com (الإنجليزية)
- جيف ميتشيل على موقع Hockey-Reference.com (الإنجليزية)